# Kamenjak 2 (Korčula)
Koordinati:   42°58′12″N, 16°39′28″E
Kamenjak 2 je majhen nenaseljen otoček v Jadranskem morju. pripada Hrvaški.
Kamenjak leži na zahodni strani otoka Korčula pred vhodom v zaliv Meja. Otoček, na katerem stoji svetilnik, ima površino 0,013 km². Dolžina obalnega pasu je 0,44 km. Najvišja točka je visoka 15 mnm.
Iz pomorske karte je razvidno, da svetilnik, ki stoji na jugozahodni obali otočka, oddaja svetlobni signal: R Bl(2) 6s. Nazivni domet svetilnika je 4 milje.